# Gisela Gresser
Gisela Kahn Gresser foi uma jogadora de xadrez dos Estados Unidos e uma das dezessete primeiras a receber o título de Mestra de xadrez em 1950 quando o título foi criado pela FIDE. Ela também foi a primeira mulher a ser incluída no U.S. Chess Hall of Fame. Venceu o campeonato nacional em 1944, 1948, 1955, 1957, 1962, 1965, 1966, 1967 e 1969.
Gresser participou das Olimpíadas de xadrez três vezes (1957, 1963 e 1966) tendo conquistado a medalha de bronze por participação individual em 1957 no primeiro tabuleiro. Participou também cinco vezes do Torneio de Candidatos para disputa do Campeonato Mundial Feminino de Xadrez.

## Ligações Externas
- Partidas de Gisela Gresser (em inglês) no ChessGames.com